# Grein Vaun
Grein Vaun (1979) je romaneskni prvenec Emila Filipčiča, za katerega je prejel nagrado zlata ptica.

## Vsebina
Strniti vsebino romana Grein vaun je praktično nemogoče. Roman, kot zapiše Zorn (1991: 228), preseneča z divjo, neustavljivo pripovedjo. V začetku smo priča ocenjevanju pudinga na francoskem dvoru, potem pridejo na vrsto raznovrstne pripovedi, na koncu smo kot bralci priča kupovanju sličic Živalskega carstva.
Ilich o romanu razmišlja podobno. Opiše ga kot (2004, na zavihkih ščitnega ovitka) »kroženje okrog lastne zgodbe, ki se dogaja v številnih preoblekah in na naštetih lokacijah, pripovedovalec menjuje obraze in njihov kontekst z naravnost raketno hitrostjo.« 
Tudi avtor je v romanu zapisal: »Taka je moja zgodba. Zgodbe drvijo v njej kot lokomotive in jaz skačem z ene na drugo in nimam časa, da bi se obotavljal, čeprav moram vsak skok tehtati s smrtjo.« 
Tudi za Bajta (1986: 122) so vsebina romana le nenehno spreminjajoča se časovna in prostorska prizorišča, »v katerem so vsi liki samo različice enega, glavnega junaka, ta pa je projekcija avtorja, ki prehaja skozi različne procese, dogodke in stanja, se spreminja v druge ljudi, živali in rastline, v kamne in mrtvo naravo ...« Glavni junak romana je avtor, njegova želja je (1986: 59, 60) razkrivati samega sebe, s tem pa tudi vse druge, svet v celoti, živo in mrtvo naravo. Junak je netrden in se nenehno spreminja; zdaj je nogometaš, kralj, filmski igralec, boksar, avtomobilski dirkač, milijonar … [...] Ob tem, da je hkrati vse in hkrati povsod, pa se tudi zaveda nevarnosti, da zgublja tisto izhodiščno osnovo, ki sicer ves čas ostaja v njem zaradi enosti in hkratnosti, vendar ni vsak trenutek čutljiva in uzaveščena. [...] Ko je vse, je obenem tudi nič.« 
Na koncu se pokaže, da je razlika med avtorjem romana in junakom romana. Ta se konča, avtor pa, kot piše Bajt (1986: 60) »živi naprej zunaj njega, na Glavarjevi 12 a v Ljubljani ...«
»Tole je ta knjiga, v kateri smo se znašli mi vsi … Knjiga ti hoče povedati, da si ti glavni junak, kjerkoli že si.« (Filipčič, GV)

## Kritike
»To so nekakšne junaške dogodivščine, megalomanske zgodovinske epizode, športna poročila, pripovedke z govorečimi živalmi, religiozne razprave in nadrealistične domislice, povsod pa nastopa kar avtor s svojim imenom, in je od časa do časa nekakšen bog.« (Aleksander Zorn 1991: 228)
Drago Bajt (1986: 118) v svoji zbirki kritik Zapisi na robovih o delu Grein vaun nove slovenske proze zapiše, »da gre de facto za novo razvojno stopnjo slovenske umetniške proze, ki se jasno loči od prejšnjega ustvarjanja.«
»Grein vaun (1979) je silovita jezikovna in motivna erupcija, nekakšno vesolje zgodb, mešanica spominov, sanjskih podob, grotesknih fresk in meditativnih vložkov. Zgodbe krožijo in se izgubljajo. Na sredi nastaja nekakšna črna luknja molka. [...] Roman pa še zdaleč ni ludistična ekshibicija; zaradi domišljijske moči, jezikovne okretnosti in pomenske globine izzveni v presenetljivo poetičnost.« (Iztok Ilich, 2004: na zavihkih ščitnega ovitka)
»Roman je namreč živa, iskriva in nenavadna zgodba o samospoznavanju, o poti do spoznanja lastne osebnosti. V prispodobi bi lahko rekli, da je zemljevid poti do samega sebe.« (Jože Simčič, 1980: na spletu)
»To je predvsem in najprej knjiga o občutku, da smo večni.« (Uroš Zupan, 2018: na spletu)
»Roman je »asociativna preskakujoča pripoved, ki se na kratko zaustavlja ob absurdnih situacijah, vsakodnevnih opravkih, malih modrostih in bivanjskih razpravljanjih.« (Vasja Predan, 1985: 227)
»Izredno duhovito napisane anekdote, vici pa pravlijičarsko izmišljevanje pa poseg pripovedovalca v tekst, ki se tudi pošali z bralcem in ga opomni, da je vse izmišljotina, največkrat pa pripoved v prvi osebi.« (Vera Pejović, 1979/1980: 12)